# Alcantara (Cebu)
Alcantara ist eine philippinische Stadtgemeinde in der Provinz Cebu.

## Geografie
Alcantara liegt etwa 85 km südwestlich von Cebu City an der Westküste der Insel Cebu an der Tanon-Straße. Benachbarte Stadtgemeinden sind im Osten Argao, im Süden Moalboal und im Norden Ronda. Die Landschaft ist im Allgemeinen hügelig bis bergig und das Klima geprägt durch ausgeprägte Trocken- und Regenzeiten.

### Baranggays
Alcantara ist politisch in neun Baranggays unterteilt.

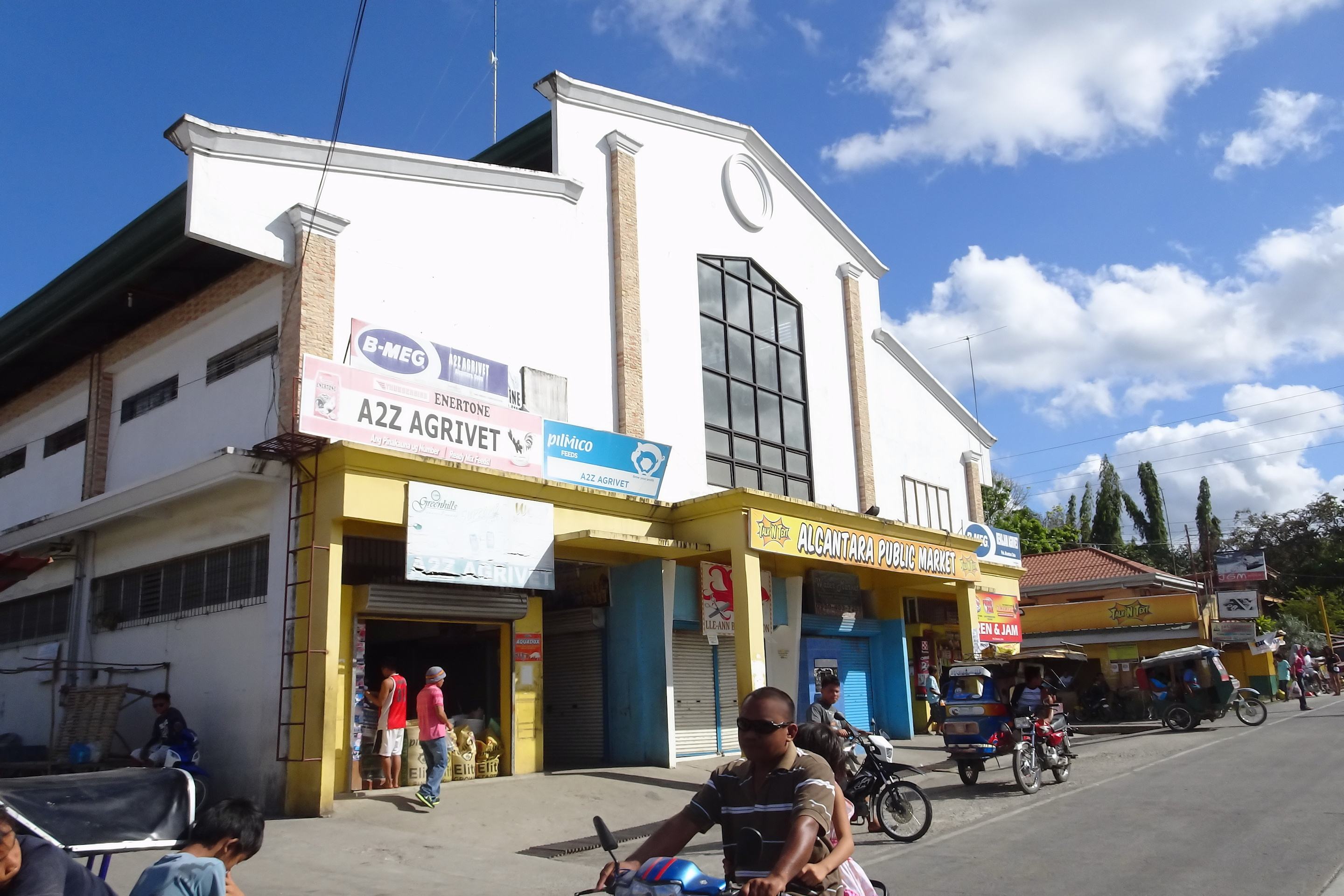
Alcantara markt

- Cabadiangan
- Cabil-isan
- Candabong
- Lawaan
- Manga
- Palanas
- Poblacion
- Polo
- Salagmaya

## Referenz
- Amtliche Homepage von Cebu